# La Femme du prêtre
Pour plus de détails, voir Fiche technique et Distribution.
La Femme du prêtre (titre original : La moglie del prete) est un film italo-français de Dino Risi, sorti en 1970.

## Synopsis
Ancienne chanteuse dans divers groupes musicaux, Valeria Billi a été déçue par les hommes et par la vie. Après avoir découvert que celui qu’elle aimait était en réalité marié, elle décide de se suicider en avalant des somnifères, mais au même moment, ses yeux se portent sur le journal où parait une publicité pour « Voce Amica 2121 », un service téléphonique destiné à ceux qui ont besoin d’aide, et cela lui donne envie de parler avec quelqu’un avant de disparaitre. C’est Mario, un prêtre (mais il ne se présente pas comme tel), qui lui répond et qui, à la fin de l’interview, espère l’avoir convaincue de ne pas se suicider.
Le lendemain, Don Mario – qui est également professeur de lettres dans un collège catholique – est dérangé pendant sa leçon parce qu’on veut lui parler d’urgence au téléphone : c’est Valeria qui l’appelle de l’hôpital où on l’a emmenée à la suite d’une intoxication due à des somnifères. Elle s’accroche à Don Mario sans savoir encore qu’il est prêtre et elle insiste pour qu’il lui rende visite.
Avec un caractère passionné, la femme parvient à pénétrer dans le cœur du prêtre et lui-même se convainc de plus en plus qu’il doit quitter l’Église, qui lui apparait comme une institution du Moyen Âge puisque les prêtres sont obligés de rester fidèles au célibat. Au début, il semble qu’il y ait une possibilité pour Mario d’obtenir une dispense du Vatican, mais finalement on la lui refuse parce que l’Église est en crise et a perdu beaucoup de prêtres.
Pour obtenir cette dispense Valeria s’adresse directement à des niveaux plus élevés et, effectivement, Mario est finalement convoqué à Rome mais c’est pour recevoir, au lieu de la permission de se marier, sa nomination comme monsignore. Lorsque Valeria, à son invitation, le rejoint au Vatican, elle le trouve profondément changé : entre-temps, il s’est soumis à la volonté de l’Église et ne peut rien faire d’autre que lui proposer de prendre un petit appartement en face du sien et de patienter pendant quelques mois, peut-être un an. Déconcertée par l’absurdité de la situation, la femme renonce finalement à lui dire qu’elle attend un enfant de lui.

## Fiche technique
- Titre original : La Moglie del prete
- Réalisation : Dino Risi
- Scénario : Ruggero Maccari, Dino Risi et Bernardino Zapponi d'après une histoire de Dino Risi
- Directeur de la photographie : Alfio Contini
- Montage : Alberto Gallitti
- Musique : Armando Trovajoli
- Costumes : Gianni Polidori
- Production : Carlo Ponti
- Coordinateur des cascades : Rémy Julienne
- Genre : Comédie
- Pays :  Italie,  France
- Durée : 107 minutes
- Date de sortie :
  - Italie : 22 décembre 1970
  - États-Unis : 26 février 1971 (New York)
  - France : 3 mars 1971 (Paris)
- Affiches : Michel Landi (France), Enzo Nistri (Italie)

## Distribution
- Sophia Loren (VF : Nathalie Nerval) : Valeria Billi
- Marcello Mastroianni (VF : Jean-Claude Michel) : Don Mario
- Venantino Venantini (VF : Pierre Hatet) : Maurizio
- Jacques Stany (VF : Michel Le Royer) : Jimmy Guitar
- Pippo Starnazza (VF : Henri Virlojeux) : le père de Valeria
- Augusto Mastrantoni : Monseigneur Caldana
- Giuseppe Maffioli : Davide Libretti
- Miranda Campa (VF : Nicole Vervil) : la mère de Valeria
- Gino Cavalieri (VF : Alfred Pasquali) : Don Filippo
- Gino Lazzari (VF : Antoine Marin) : le secrétaire de Caldana
- Dana Ghia : Lucia